# Bjarkøya
Bjarkøya est une île du comté de Troms, sur la côte de la mer de Norvège. L'île fait partie la municipalité de Harstad.

## Description
L'île de 14,6 km2 est située au nord de l'île de Grytøya et au nord-ouest de l'île de Sandsøya. L'Andfjorden se trouve au nord-ouest et le Vågsfjorden se trouve au sud-est. L'église principale de l'île est Bjarkøy kirke (no) dans le village de Nergården. La population de l'île (2017) est de 267.
Le tunnel de Bjarkøy relie le village d'Austnes à la pointe sud-est de l'île à la pointe nord-est de l'île voisine de Grytøya. Ce tunnel fait partie du projet Bjarkøy Fixed Link (en) qui a également un pont entre les îles de Grytøya à Sandsøya.
Il existe également une liaison par bateau rapide de Nergård à Sandsøya, Harstad et Senja.

## Historique
Bjarkøya était l'île principale de l'ancienne municipalité de Bjarkøy qui existait jusqu'en 2013 lorsqu'elle a fusionné avec la municipalité de Harstad. Le centre administratif de la municipalité de Bjarkøy était le village de Nergården, situé sur l'île.
Pendant la Seconde Guerre mondiale, une batterie côtière allemande fut établie sur Bjarkøya, Marine Artillerie Bjarköy 3/511, fut mise en place avec quatre canons de 15,5 cm d'une portée de 18 km, en juin 1941.

## Galerie

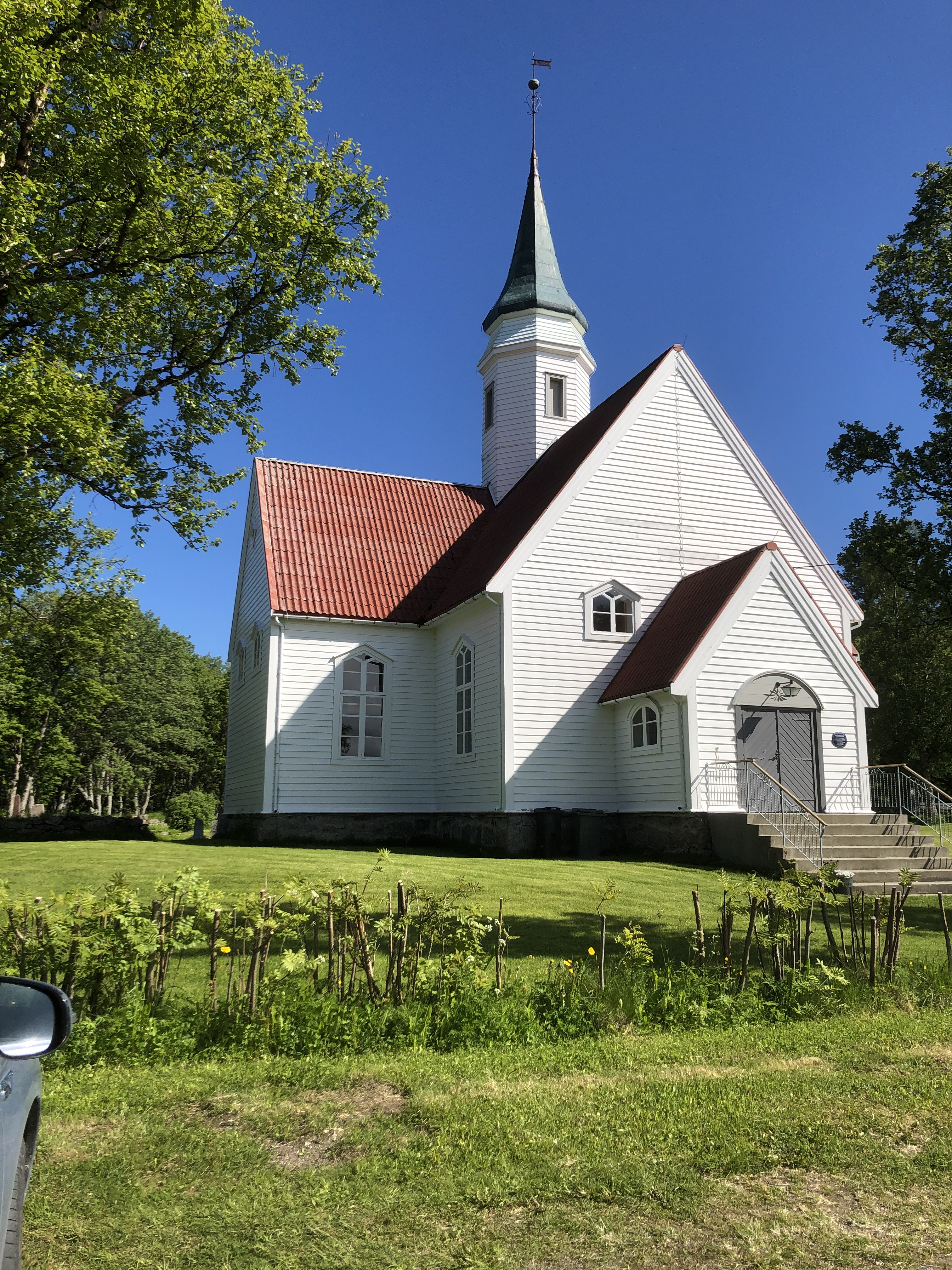
Eglise de Bjarkoy
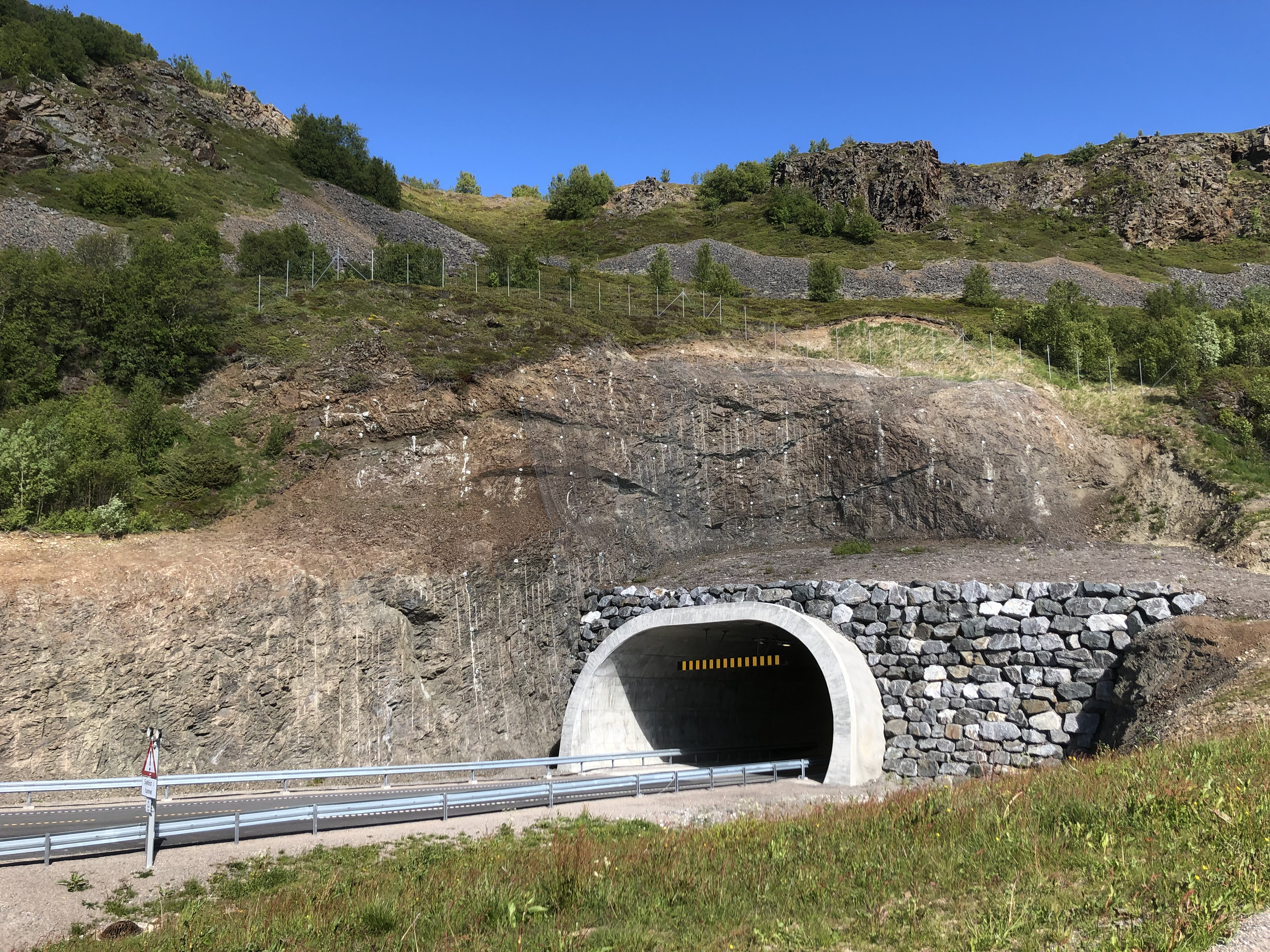
Tunnel routier
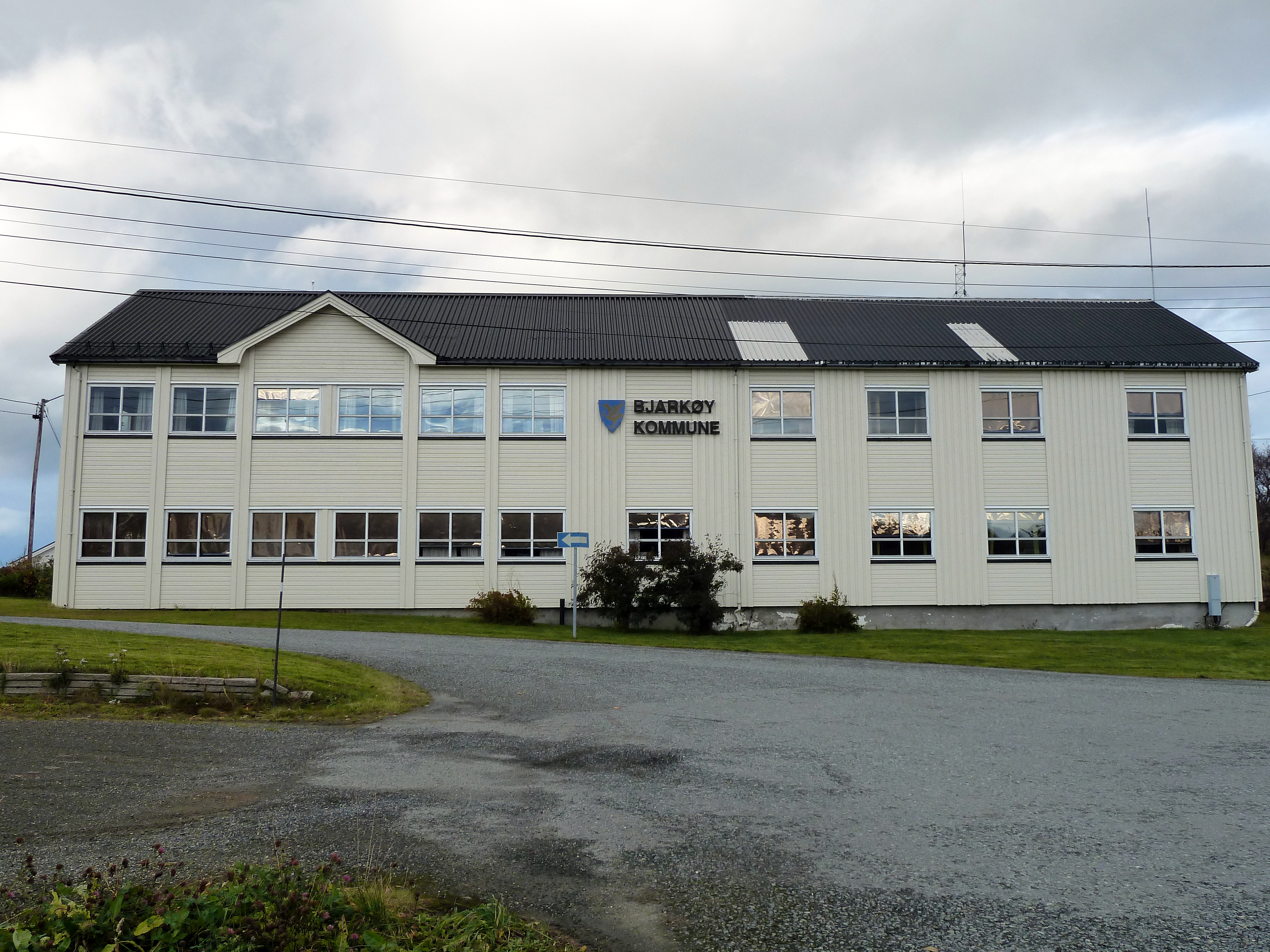
Mairie